# Kentarō Seki
Kentarō Seki (jap. 関 憲太郎, Seki Kentarō; * 9. März 1986 in Fujioka, Präfektur Gunma) ist ein ehemaligher japanischer Fußballspieler.

## Karriere
Kentarō Seki erlernte das Fußballspielen in der Schulmannschaft der Kunimi High School sowie in der Universitätsmannschaft der Meiji-Universität. Seinen ersten Profivertrag unterschrieb er 2008 bei Vegalta Sendai. Der Verein aus Sendai spielte in der zweithöchsten Liga des Landes, der J2 League. 2009 wurde der Torwart mit dem Verein Meister der Liga und stieg in die erste Liga auf. Nach dem Aufstieg ging er auf Leihbasis zum Zweitligisten Yokohama FC nach Yokohama. Für Yokohama stand er 59-mal im Tor. 2013 kehrte er zu Sendai zurück. 2018 stand er mit dem Verein im Finale des Kaiserpokals. Im Endspiel verlor man 1:0 gegen den Erstligisten Urawa Red Diamonds. 2021 wechselte er in die zweite Liga. Hier schloss sich der Torwart dem Renofa Yamaguchi FC an. Nach 130 Ligaspielen für den Verein aus Yamaguchi beendete er nach der Saison 2024 seine Karriere als Fußballspieler.

## Erfolge
Vegalta Sendai
- Japanischer Zweitligameister: 2009  ▲
- Japanischer Pokalfinalist: 2018